# Германские колонии и протектораты в Первой мировой войне
- Германская империя
- Колонии, протектораты и концессии Германии

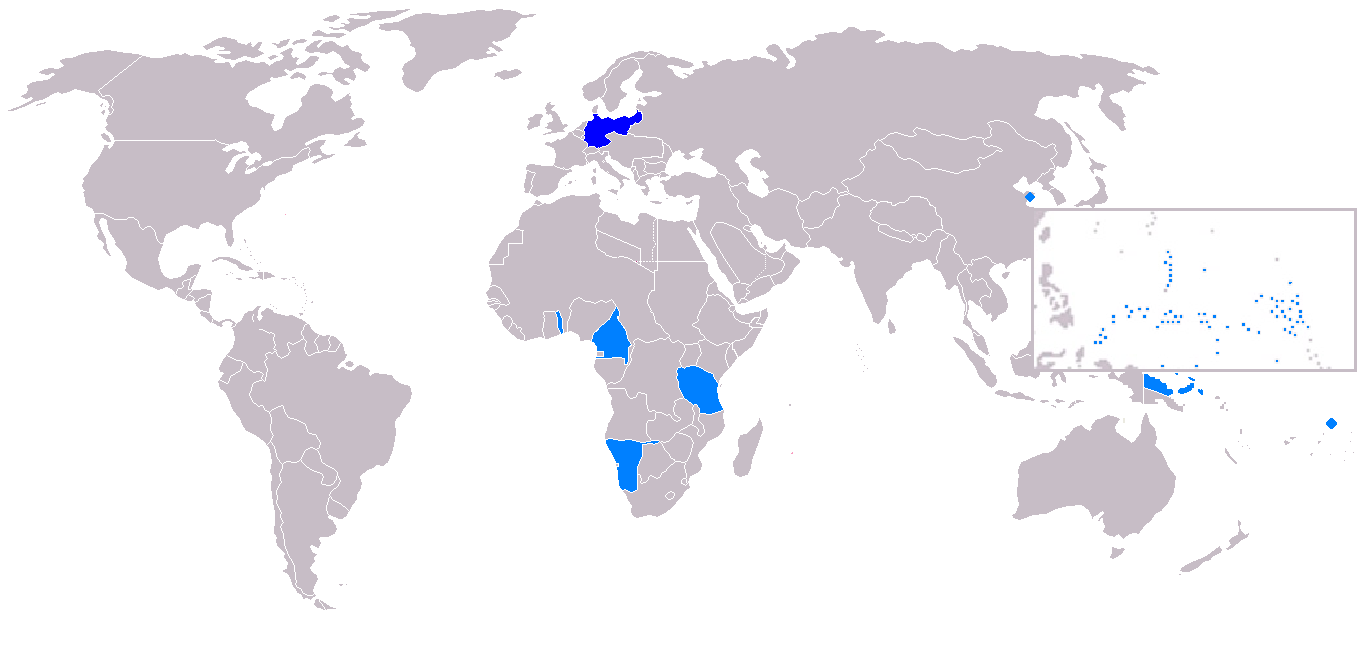
Германская колониальная система на момент начала Первой мировой войны:

Германские колонии и протектораты вступили в Первую мировою войну вместе с Германской империей на стороне Центральных держав.

## Африканские колонии

### Восточная Африка

#### Британское вторжение (1914—1915)

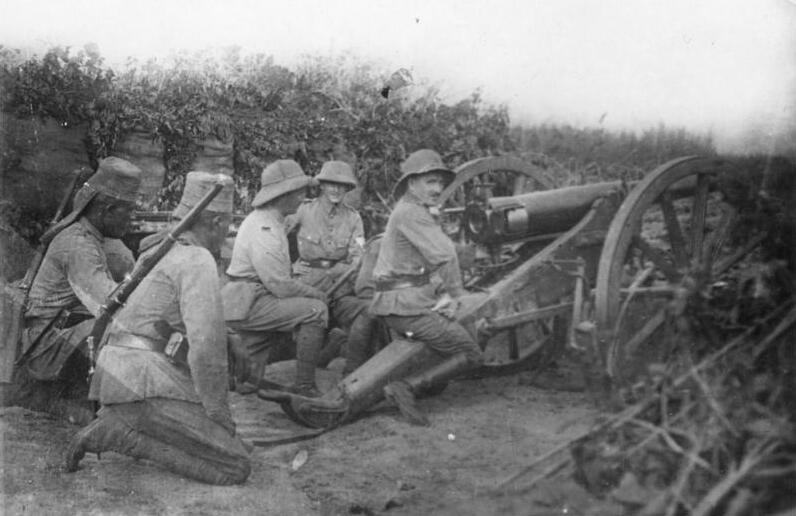
Немецкие солдаты с полевыми орудиями в Германской Восточной Африке, 1914 год.

5 августа 1914 года войска британского протектората Уганды атаковали немецкие речные заставы у озера Виктория. В тот же день британский военный кабинет приказал отправить в Восточную Африку Индийский экспедиционный корпус для ликвидации баз. 8 августа крейсер Королевского флота HMS Astraea обстрелял станцию беспроводной связи в Дар-эс-Саламе, затем договорился о прекращении огня при условии, что город останется открытым.
24 августа немецкие войска атаковали португальские форпосты через Рувуму, не зная намерений Португалии, которая ещё не была британским союзником, что вызвало дипломатический инцидент, который с трудом удалось разрешить.
В сентябре британцы вооружили озёрные пароходы железной дороги Уганды SS William Mackinnon, SS Kavirondo, SS Winifred и SS Sybil в качестве импровизированных канонерских лодок, но буксир попал в ловушку, а затем был затоплен немцами.
В 1915 году две британские моторные лодки, HMS «Mimi» и «Toutou», каждая из которых была вооружена 3-фунтовой пушкой и пулемётом Максима, были доставлены по суше на 4800 км к британскому берегу озера Танганьика. 26 декабря они захватили немецкий корабль «Kingani», переименовав его в HMS «Fifi», и с двумя бельгийскими кораблями под командованием командира Джеффри Спайсера-Симсона атаковали и потопили немецкий корабль «Hedwig von Wissmann».

#### Португальское наступление (1916)
В конце марта 1916 года португальское подразделение было сформировано в Порту-Амелии, чтобы занять треугольник Кионга. В начале апреля первая часть отряда была доставлена в Палму к югу от Куионги на пароходе «Луабо». Майор Силвейра вместе с 20-й местной ротой повёл свои войска на двенадцать километров к северу и занял треугольник 10 апреля 1916 года.

#### Бельгийские наступления (1916—1917)
Force Publique начала кампанию 18 апреля 1916 года под командованием генерала Чарльза Томбера, полковника Филиппа Молитора и полковника Фредерика-Вальдемара Олсена и 6 мая захватила Кигали в Руанде.
Немецкие аскари в Бурунди были вынуждены отступить из-за численного превосходства Force Publique, и к 17 июня Бурунди и Руанда были оккупированы. Force Publique и британское Lake Force начали наступление на Табору, административный центр в центральной части Германской Восточной Африки. Три колонны заняли Бихарамуро, Мванзу, Карему, Кигому и Уджиджи. В битве при Таборе 19 сентября немцы потерпели поражение, а деревня была оккупирована.

#### Британское наступление (1917)
Генерал-майор Артур Хоскинс, бывший командир 1-й Восточноафриканской дивизии, принял командование кампанией. После четырёх месяцев реорганизации линий связи его заменил генерал-майор ЮАС Якоб ван Девентер. Девентер начал наступление в июле 1917 года, которое к началу осени оттеснило немцев на 160 км к югу. С 15 по 19 октября 1917 года Леттов-Форбек провёл дорогостоящую битву при Махиве, в результате чего нигерийская бригада потеряла 519 немцев и 2700 британцев.

#### Немецкие наступления (1917—1918)
В Мозамбике Шутцтруппа одержала ряд важных побед, которые позволили ей оставаться активными, но также была близка к уничтожению во время битвы при Лиоме и битве при Пере-Хиллс.
Немцы переправились в Северную Родезию в августе 1918 года. 13 ноября, через два дня после подписания перемирия во Франции, немецкая армия взяла Касаму, эвакуированную англичанами. На следующий день на реке Чамбеши Леттов-Форбеку вручили телеграмму, в которой объявлялось о подписании перемирия, и он согласился на прекращение огня. Леттов-Форбек двинул свои войска к Аберкорну и официально капитулировал 25 ноября 1918 года.

#### Последствия
Боевые действия в Восточной Африке привели к экспортному буму в Британской Восточной Африке и увеличению политического влияния белых кенийцев. В 1914 году экономика Кении находилась в упадке, но из-за чрезвычайного законодательства, предоставившего белым колонистам контроль над землёй, принадлежащей чернокожим, в 1915 году экспорт вырос с 3,35 миллиона фунтов стерлингов до 5,9 миллиона фунтов стерлингов в 1916 году. Увеличение стоимости экспорта произошло в основном за счёт таких товаров, как хлопок-сырец и чай. К 1919 году контроль белых над экономикой вырос с 14 до 70 процентов.

### Камерун

#### Вторжение Антанты (1914)

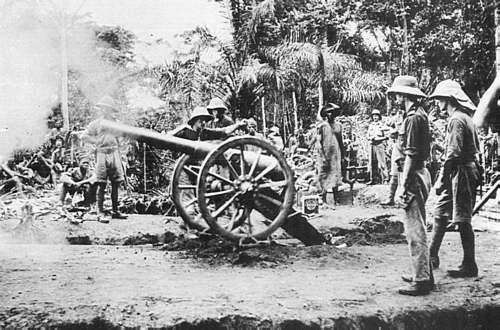
Британская пушка ведёт огонь по форту Даханг, 1915 год.

6 августа 1914 года французские войска под командованием Жозефа Эмерика вторглись с востока на территорию Германского Камеруна. Они наступали по болотистой неразвитой местности, которая поначалу немцами не оспаривалась.
25 августа англичане вторглись в Германский Камерун, ведя наступление по 3-м направлениям. Они подошли к Маруа, Гаруа и Нсанаконгу. Британским войскам, двигавшимся на Гаруа, было приказано атаковать немецкий пограничный пост, расположенный в Тепе близ города. 25 апреля англичане нанесли поражение немцам в битве при Тепе.

#### Британское наступление (1915)
Весной 1915 года германские войска были ещё в состоянии отражать атаки войск Антанты. В июне 1915 года англичане нанесли немцам поражение во второй битве при Гаруа. 29 июня британские войска разгромили немцев в битве при Нгаундере.
Когда погода улучшилась, англичане возобновили наступление. В ноябре капитулировал германский гарнизон Банжо. К декабрю войска Канлиффа и Добелла стали действовать совместно и готовиться к штурму Яунде.
К концу 1915 года бо́льшая часть территории Камеруна находилась в руках у бельгийцев и французов.

#### Сдача войскам Антанты (1916)
В начале 1916 года командующий германскими войсками в Камеруне Карл Циммерман пришёл к заключению, что кампания проиграна. В середине февраля последний немецкий гарнизон сдался в Море. Германские войска и население, бежавшее в Рио-Муни, были мирно встречены испанцами, которые располагали в колонии вооружёнными силами в количестве 180 ополченцев и не могли силой интернировать беженцев. Бо́льшая часть этнических камерунцев осталась в Рио-Муни, немцы эвакуировались на остров Фернандо-По.

#### Последствия
В феврале 1916 года, за месяц до окончания Камерунской кампании Великобритания и Франция договорились разделить Камерун; временной границей стала линия Пико. Великобритания получила одну пятую территории Камеруна, образовав колонию Британский Камерун, Франция — все остальные земли, образовав колонию Французский Камерун.

### Тоголенд

#### Вторжение Антанты (1914)

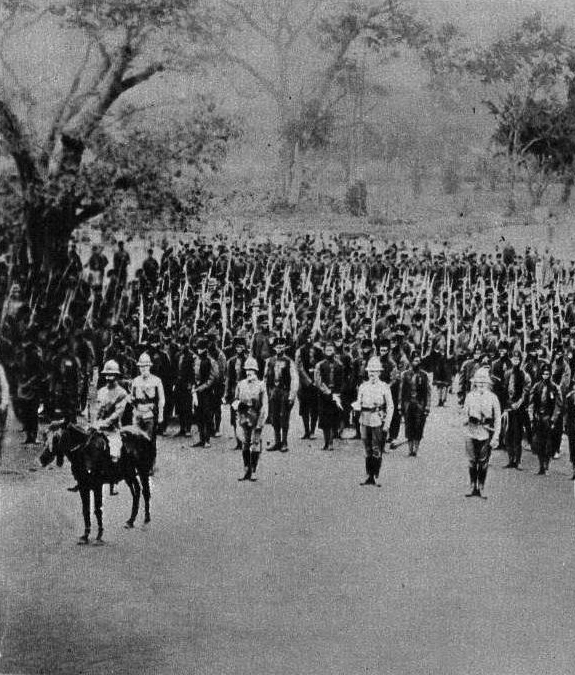
Британские войска в Тоголенде

6 августа французская полиция заняла таможенные посты возле Атьеме, а на следующий день майор Маруа, командующий французскими вооружёнными силами в Дагомее, приказал захватить Агбанаке и Анехо. Агбанаке был занят поздно вечером того же дня, река Моно была переправлена, и колонна под командованием капитана Маршана рано утром 8 августа заняла Анехо; оба войска не встретили сопротивления, и местные жители помогли проводить немцев, сожгнув дом правительства в Себе. 7 августа началось британское вторжение; британские эмиссары вернувшись в Ломе на грузовике, обнаружили, что немцы уехали в Камину и дали Герру Клауснитцеру право по своему усмотрению сдать колонию до Хры, вглубь колонии, чтобы предотвратить морскую бомбардировку Ломе. 8 августа эмиссары приняли под командование четырнадцать британских солдат и полицейских из Афлао; телеграфист приехал на велосипеде и отремонтировал линию до Кеты и Аккры. 9 августа прибыли группы британских войск в изнуряющей жаре.
10 августа Фредерик Брайант, договорившись о переброске основных сил по морю, вступил на борт «Элеле». «Элеле» прибыл в район Ломе 12 августа, и отряд высадился через прибой. Брайант отделил половину пехотной роты и на следующий день послал вперёд ещё полторы роты, чтобы предотвратить дальнейшие атаки. 13 августа между французскими и немецкими войсками на северо-востоке Тоголенда произошла стычка при Бафило. 15 августа основные силы союзников двинулись из Таблигбо в 6 часов утра. 21 августа британские разведчики обнаружили 460—560 немецких полицейских, укрепившихся на северном берегу реки. Западноафриканские стрелки при поддержке французских войск с востока собрались на южном берегу, и 22 августа Брайант приказал атаковать немецкие окопы. Британские войска были отброшены и потеряли 17 процентов войск.

#### Сдача войскам Антанты (1914)
- Британское Того
- Французское Того

Раздел Тоголенда:

Утром 23 августа британцы обнаружили, что немецкие окопы заброшены. Немцы отошли к радиостанции, и в ночь с 24 на 25 августа со стороны Камины были слышны взрывы. 26 августа французские и британские войска прибыли в Камину и обнаружили, что девять радиомачт были снесены, а электрооборудование — разрушено. Деринг и 200 оставшихся солдат сдали колонию Брайанту; остальная часть немецких войск дезертировала.

#### Последствия
В декабре 1916 года Тоголенд был разделён на Британскую и Французскую оккупационные зоны, которые пересекали немецкие административные и гражданские границы. Обе державы стремились к новому разделу, и в 1919 году статья 22 Версальского договора распределила бывшие немецкие колонии между победителями.

### Юго-Западная Африка

#### Британские наступления (1914—1915)

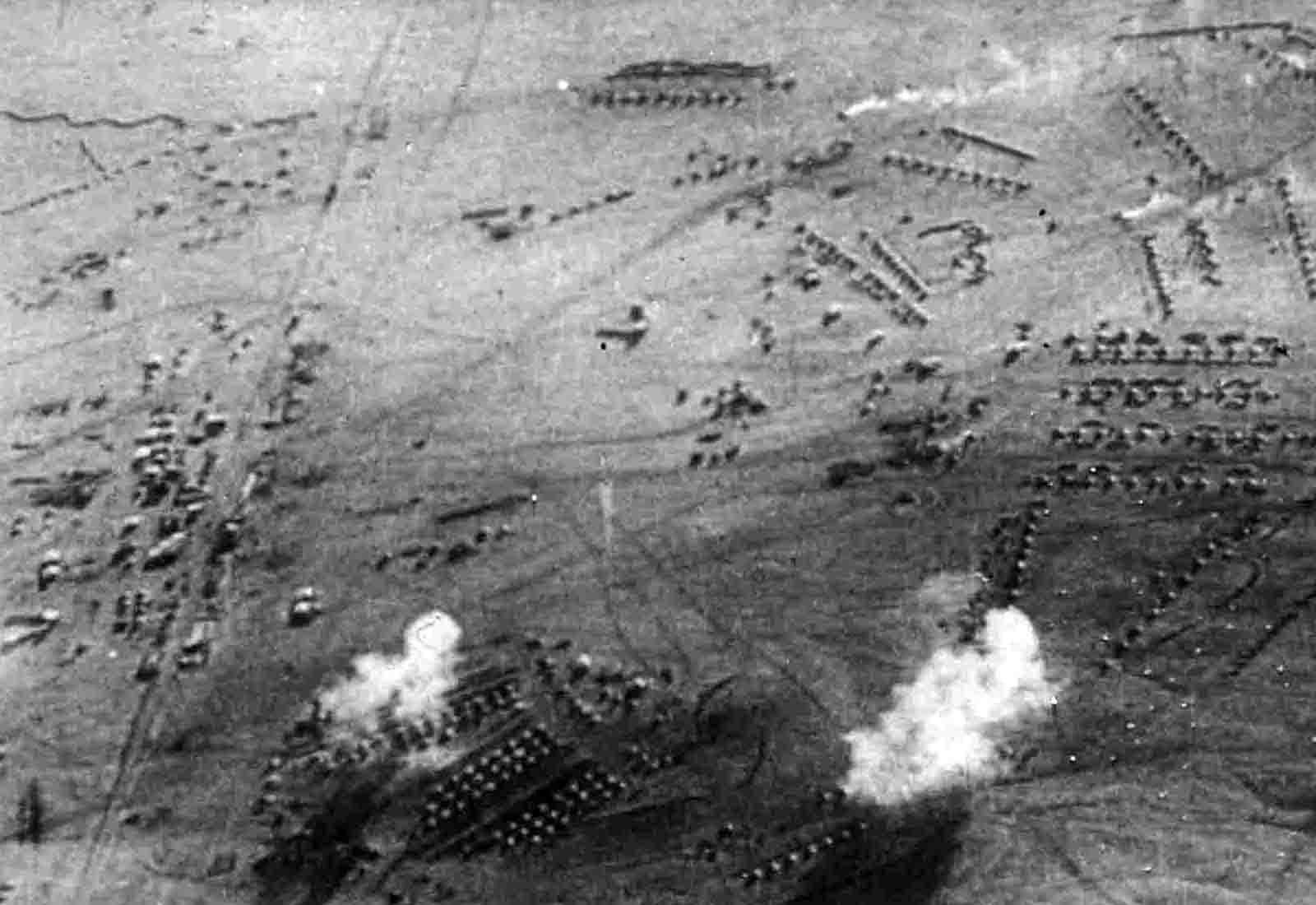
Налёт немецкой авиации на лагерь союзников на железнодорожной станции Чаукаиб, декабрь 1914 года.

Первая попытка вторжения на территорию германской колонии потерпела поражение — 25 сентября 1914 года британские и южноафриканские войска были разбиты в битве при Сандфонтейне.
4 февраля 1915 года между южноафриканскими и немецкими войсками произошла битва при Какамасе. Это была схватка за контроль над двумя речными бродами через реку Оранжевая между контингентами немецких сил вторжения и вооружёнными силами Южной Африки. Южноафриканцам удалось помешать немцам захватить броды и переправиться через реку. В феврале 1915 года, обеспечив безопасность тыла, южноафриканцы были готовы начать полную оккупацию немецкой территории. 11 февраля Луис Бота прибыл в прибрежный немецкий колониальный город Свакопмунд, чтобы принять прямое командование северным контингентом. Продвигаясь из Свакопмунда по долине Свакоп с её железнодорожной линией, его войска заняли Очимбингве, Карибиб, Фридрихсфельде, Вильгельмсталь и Окахандью, а 5 мая 1915 года вошли в столицу Виндхук.
Ян Смэтс высадился вместе с другими южноафриканскими войсками на военно-морской базе Юго-Западной Африки в Людериц-Бее. Захватив город, Смэтс двинулся вглубь суши и 20 мая захватил Китмансхуп. Продвинувшись на север вдоль железнодорожной линии к Берсебе и после двух дней боёв 26 мая Смэтс захватил Гибеон. В течение двух недель немецкие войска на юге, столкнувшись с верными разрушениями, сдались. Британцы двинулись на север к Очиваронго, Оучо и Этоше-Пан, где отрезали немецкие войска от прибрежных районов Кунене и Каоковельда. Остальные три колонны разошлись веером на северо-восток. Генри Лукин передвигался по железнодорожной линии, идущей от Свакопмунда до Цумеба. Две другие колонны продвигались по правому флангу Лукина: Майбург до перекрёстка Отави и Мани Бота до Цумеба и конечной точки линии. Немецкие войска на северо-западе заняли позицию у Отави 1 июля, но были разбиты и капитулировали у Хораба 9 июля 1915 года.

#### Немецкое вторжение в Анголу (1914—1915)

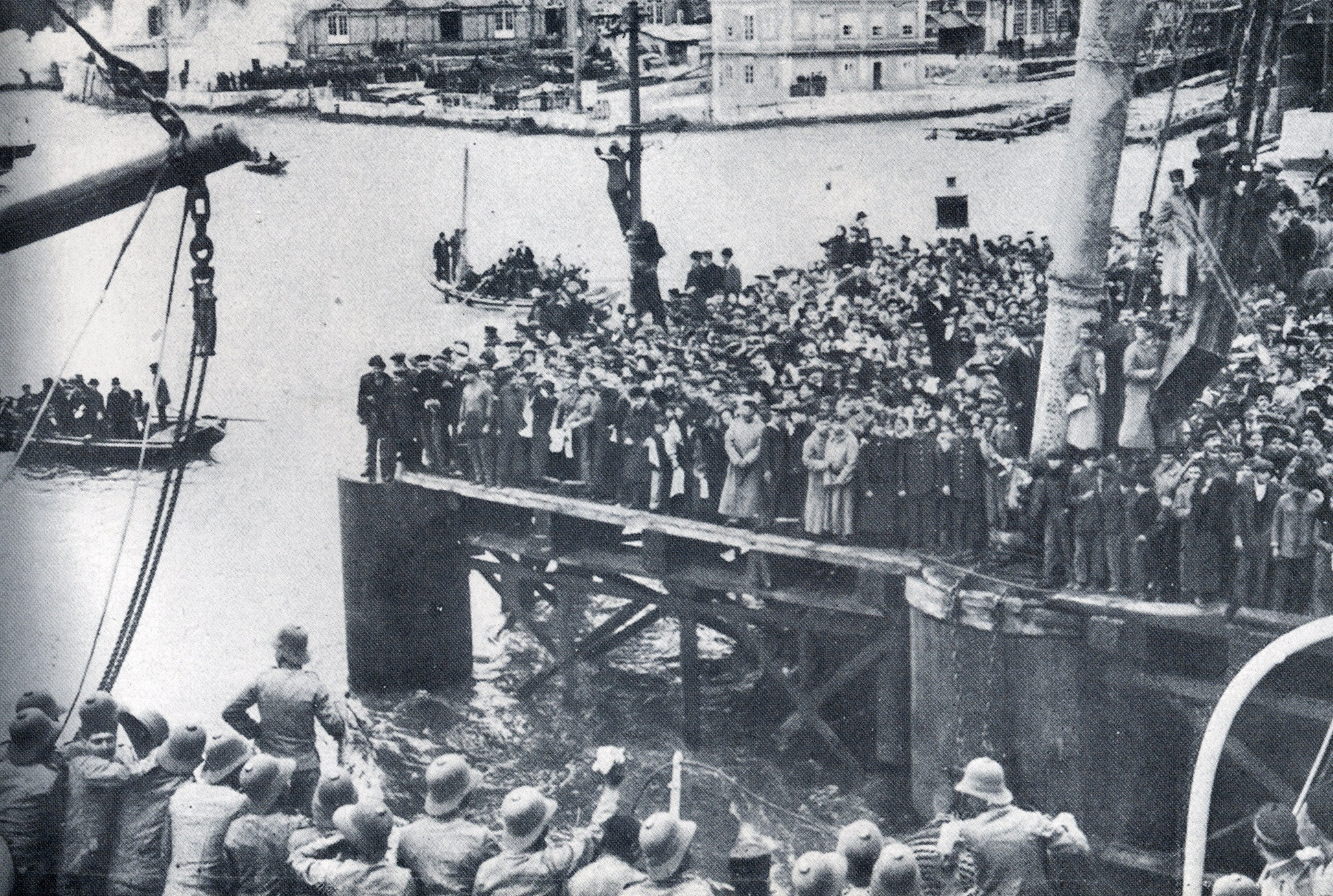
Португальские войска высаживаются в Анголе

31 октября 1915 года немецкие войска, вооружённые пулемётами, совершили внезапную атаку на небольшой португальский форпост в Куангар, в результате чего погибли 2 офицера, 1 сержант, 5 солдат и 1 гражданский житель. Атака стала известна как «Резня Куангара».
18 декабря произошло самое крупное столкновение кампании. Немецкие войска численностью 2000 человек под командованием майора Виктора Франке атаковали португальские войска, расположенные в Наулиле. После упорного сопротивления португальцы были вынуждены отступить в район Хумбе, при этом погибло 69 солдат, в том числе 3 офицера, 76 раненых, среди них 1 офицер и 79 пленных, в том числе 3 офицера, в то время как у немцев было убито 12 солдат и 30 раненых, из них 10 офицеров. После взрыва магазина с боеприпасами на базе Форте-Росадас португальцы также покинули Хумбе, отступив дальше на север. 7 июля 1915 года португальские войска под командованием генерала Перейра д’Эса вновь заняли район Хумбе.

#### Последствия
После разгрома немецких войск в Юго-Западной Африке ЮАС оккупировал колонию, а затем управлял ею как мандатной территорией Лиги Наций с 1919 года.

## Колонии в Океании

### Новая Гвинея

#### Австралийская оккупация (1914—1919)

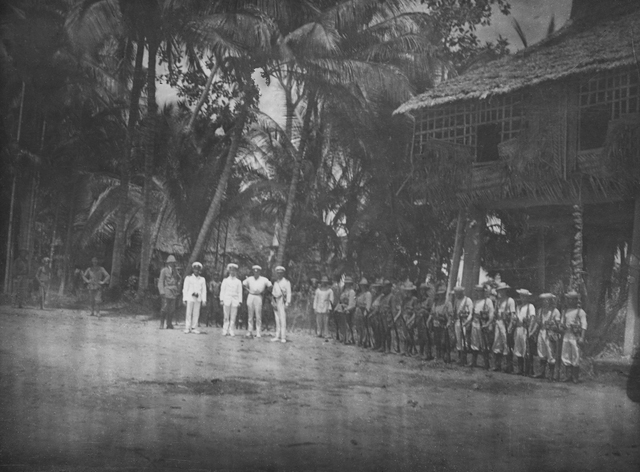
Поднятие австралийского флага 16 декабря 1914 года в Ангоруме

К началу войны немцы использовали колонию в качестве базы беспроводной радиосвязи и поддерживали Германскую Восточно-Азиатскую эскадру, которая угрожала торговому судоходству в регионе. 6 августа 1914 года, по запросу британского правительства, начался формироваться Австралийский военный и экспедиционный корпус. Целями корпуса были немецкие станции на Япе, Каролинских островах, Науру и в Рабауле.
19 августа 1914 года оперативная группа отплыла из Сиднея и направилась в Порт-Морсби, где они ждали прибытия своих эскортов. Пока они были в Порт-Морсби, Уильям Холмс решил высадить солдат ополчения Квинсленда из-за опасений по поводу их готовности к сражениям. В сопровождении крейсера «Sydney» и линейного крейсера «Australia» оперативная группа прибыла в Рабаул 11 сентября 1914 года и обнаружила, что в порту нет немецких войск. «Sydney» и эсминец HMAS «Warrego» высадили небольшие группы военно-морских резервистов в поселениях Кабакаул и в Хербертсхёэ на Новой Померании, к юго-востоку от Рабаула. Эти группы были усилены сначала моряками из HMAS «Warrego» и HMAS «Yarra», а затем пехотой из HMAS «Berrima».
12 сентября «Berrima» высадил пехотный батальон корпуса в Рабауле. 13 сентября, хоть губернатор ещё и не сдал территорию, была проведена церемония, сигнализирующая о британской оккупации Новой Померании. Немецкая администрация отошла вглубь острова к Томе и на рассвете 14 сентября, HMAS «Encounter» обстрелял горный хребет недалеко от города, в то время как половина батальона продвигалась к городу при поддержке полевой артиллерии. Демонстрации огневой мощи было достаточно, чтобы начать переговоры, положив конец осаде Томы после сдачи оставшегося гарнизона из 40 немцев и 110 местных полицейских. Новая Гвинея капитулировала 17 сентября 1914 года.

#### Японская оккупация (1914—1919)
После объявления Японией войны японская 1-я эскадра Южного моря под командованием вице-адмирала Танина Ямаи преследуя Германскую Восточно-Азиатскую эскадру, захватила Джалуит, а 12 октября появилась в гавани Трука. 1 октября 2-я эскадра Южного моря контр-адмирала Тацуо Мацумуры захватила принадлежащий Германии порт Рабаул на Новой Померании, а 7 октября прибыла на острова Яп, где встретила немецкую канонерку «Planet», поспешно затопленную экипажем при виде японцев.

#### Последствия
Действия японцев вызвали нервную реакцию у Австралии и Новой Зеландии, которые рассчитывали сами поживиться за счёт германских колоний. После Версальского договора 1919 года победившие страны разделили между собой все немецкие колониальные владения. Германскую Новую Гвинею разделили на Новую Гвинею, Южный Тихоокеанский мандат и Науру — мандатные территории Лиги Наций.

### Самоа

#### Новозеландская оккупация (1914—1919)

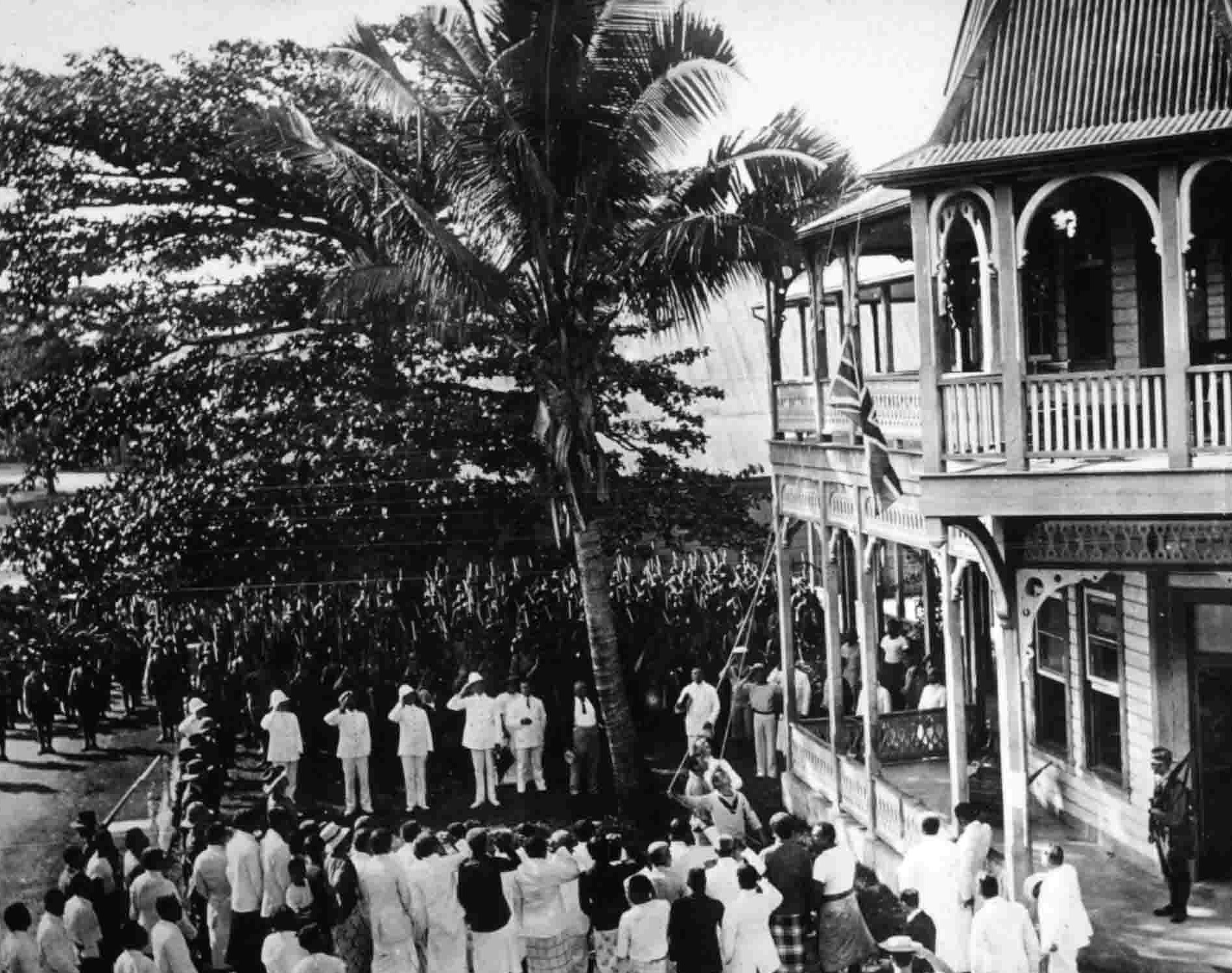
Подъём британского флага над административным зданием в Апиа

15 августа 1914 года Экспедиционные силы Самоа покинули Новую Зеландию в составе военных кораблей в сопровождении HMS «Philomel» Новой Зеландии вместе с HMAS «Pyramus» и HMAS «Psyche» Австралии. По пути к эскадре присоединились HMAS «Australia» и французский «Montcalm». У Новой Каледонии к эскадре присоединился HMAS «Melbourne», и вся экспедиция, теперь под командованием контр-адмирала Джорджа Пейти, отправилась к Фиджи.
29 августа эскадра прибыла к Уполу, главному острову Самоа, в столицу Апиа. В Апиа не было никакой обороны, лишь около 100 местных ополченцев. Австралийская разведка указывала на то, что противоборствовать, вероятно, будут около 80 констеблей с немецкими офицерами и канонерской лодкой. Однако немцы не могли рассчитывать на поддержку самоанцев при защите любых попыток высадки. Губернатор Германского Самоа доктор Эрих Шульц проследовал к радиостанции, заметив приближение эскадры. Пока австралийские военные корабли вместе с «Montcalm» стояли вблизи от Апии, «Psyche» вошёл в гавань города под флагом перемирия. Военные корабли начали перебрасывать новозеландских солдат на лодки и доставлять их на берег. Правительственные здания, включая почтовое отделение и телеграфную станцию, были захвачены ранним вечером, и группа отправилась на станцию беспроводной связи. К моменту прибытия новозеландцев, около полуночи, немецкие операторы вывели из строя б́ольшую часть оборудования.
30 августа перед зданием суда состоялась церемония поднятия «Юнион Джека», и Роберт Логан объявил об оккупации Самоа правительством Новой Зеландии от имени короля Георга V. Тем временем были разгружены припасы с военных кораблей и проложена железнодорожная ветка от гавани Апиа до беспроводной станции.

#### Последствия
С 1920 года до независимости Самоа в 1962 году Новая Зеландия управляла островами как мандатной территорией Западного Самоа, сначала как мандатом класса C Лиги Наций, а затем с 1945 года как подопечной территорий ООН.

## Концессии в Китае

### Тяньцзинь

#### Ликвидация концессии (1917)

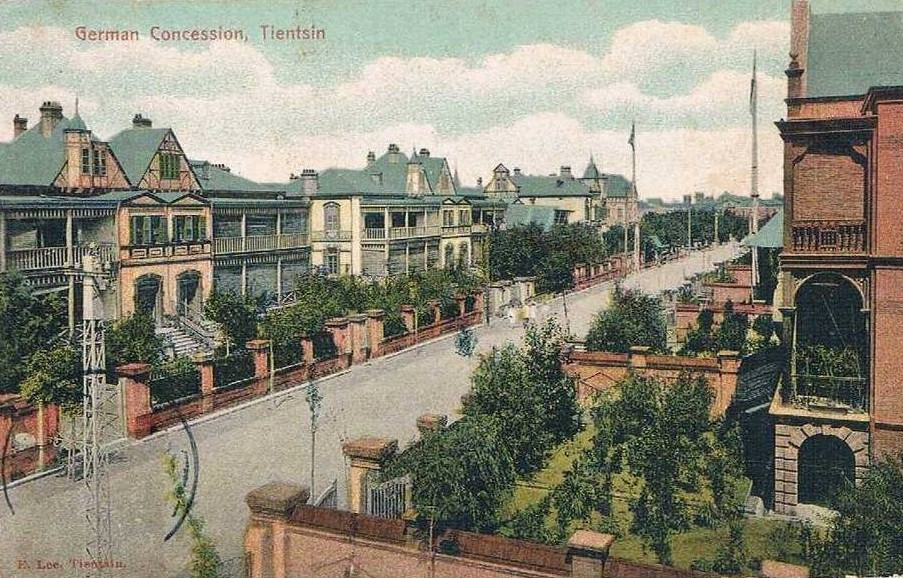
Тяньцзинская концессия перед войной

После того, как Китайская республика вступила в Первую мировую войну на стороне Антанты, она захватила данную концессию в 1917 году. Концессия была ликвидирована, а на её месте был образован Первый особый район. Немецкие казармы были переоборудованы для американцев, а 15-й пехотный полк Соединённых Штатов был расквартирован в них и находился там до 1938 года, когда японская армия захватит Тяньцзинь в ходе японо-китайской войны.

#### Последствия
28 июня 1919 года Германия официально отказалась от территориальных претензий в Тяньцзине.

### Ханькоу

#### Ликвидация концессии (1917)

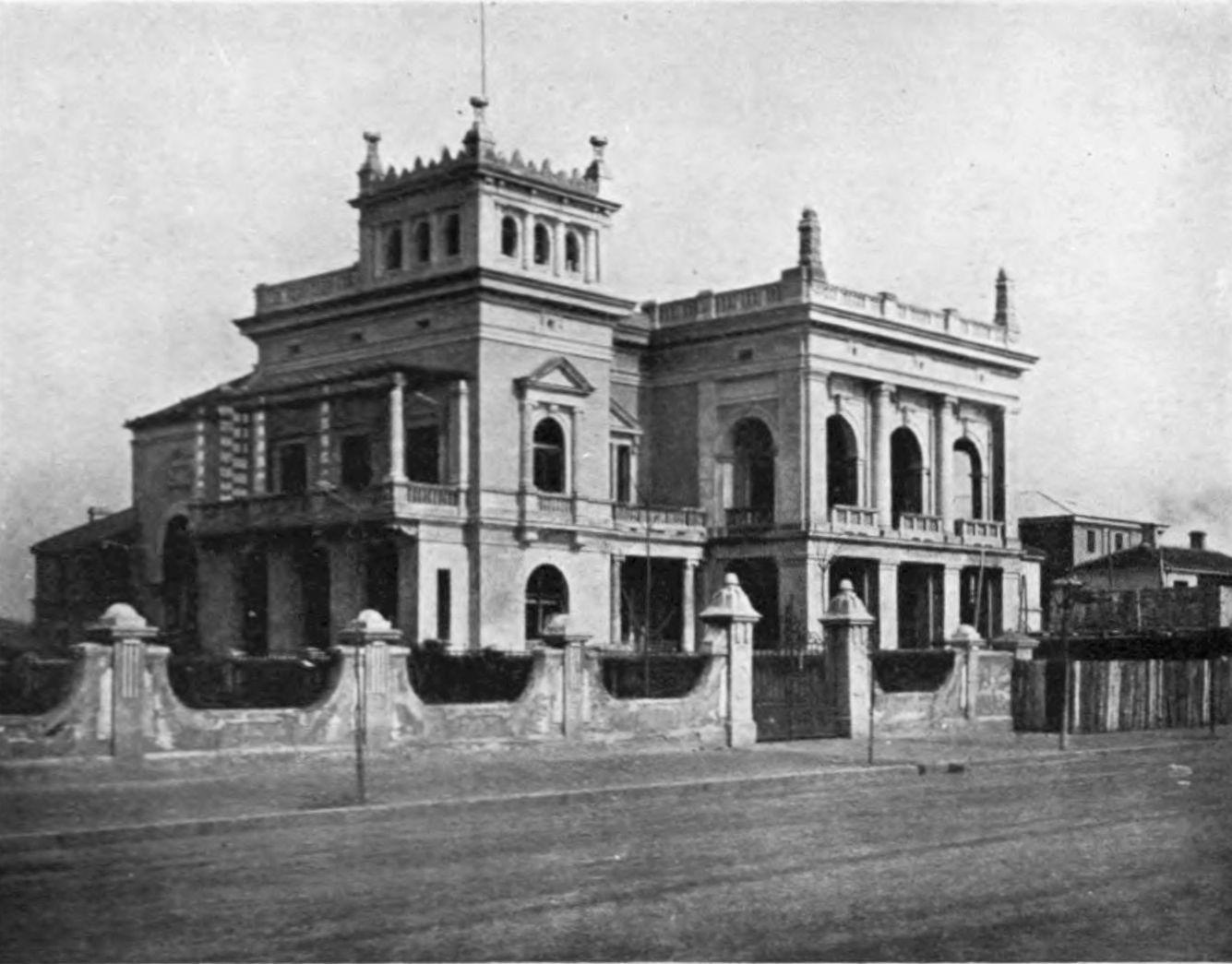
Немецко-Азиатский банк

14 марта 1917 года правительство Бэйяна объявило о разрыве дипломатических отношений с Германией во время Первой мировой войны. На следующий день 200 военных полицейских были отправлены в немецкую концессию Ханькоу. Концессия была ликвидирована, а на её месте был образован Первый особый административный округ.

#### Последствия
28 июня 1919 года Германия официально отказалась от территориальных претензий в Ханькоу.

### Цзяо-Чжоу

#### Японское наступление (1914)

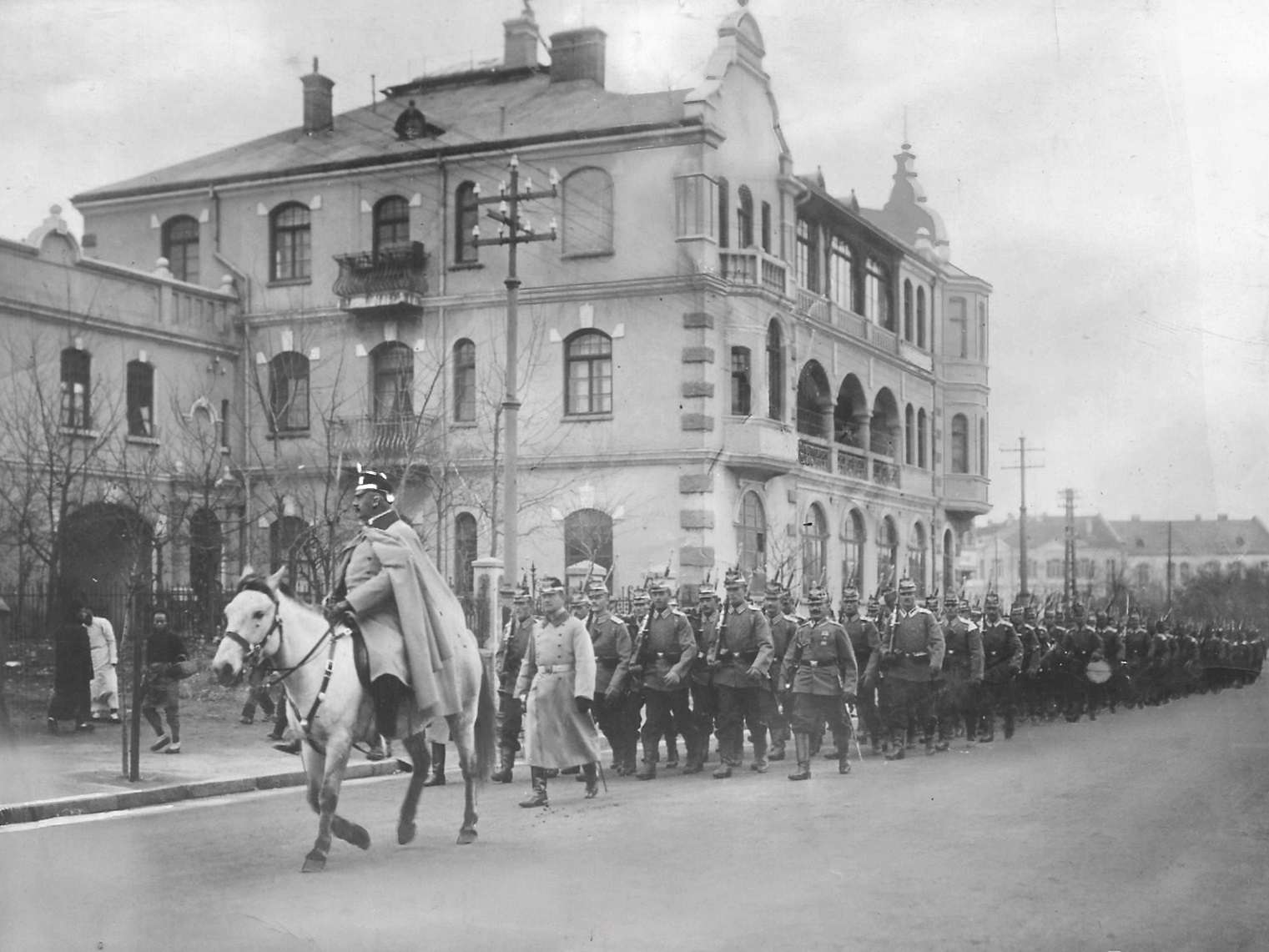
Немецкие войска во время осады.

27 августа началась морская блокада Циндао японской эскадрой Садакити Като. 2 сентября 1914 года немецкий канонерский катер «Jaguar» потопил вышедший на мель японский эсминец «Shirotaye». 5 сентября японский разведывательный самолёт облетев порт, сообщил, что немецкий флот ушёл. 6 сентября произошло первое в истории воздушно-морское сражение, когда гидросамолет Фарман, запущенный с корабля «Wakamiya», безуспешно бомбардировал «Kaiserin Elisabeth» и «Jaguar» в бухте Цзяочжоувань. 13 сентября японские сухопутные войска нанесли кавалерийский налёт на немецкий арьергард у Цимо. 26 сентября Мицуоми Камио возобновил наступление, и немцы были вынуждены отступить за реку Лицун.
В ночь с 17 на 18 октября немецкий миноносец Бруннера попытался прорвать морскую блокаду, потопив японский крейсер «Такатихо», но вернуться в Циндао Бруннер не смог. 31 октября японцы начали обстрел форта и города. Обстрел продолжался семь дней, с японской стороны было задействовано около 100 осадных орудий и по 1200 снарядов каждое. Хотя немцы могли использовать тяжёлые орудия для бомбардировки позиций противника на суше, вскоре у них закончились боеприпасы. 6 ноября, когда у артиллерии закончились боеприпасы, капитуляция была неизбежна. 7 ноября немецкие войска вместе с австро-венгерскими союзниками сдались.

#### Последствия
До конца войны территория бывшей немецкой колонии оставалась под японской оккупацией. Парижская мирная конференция в 1919 году сохранила Циндао за Японией. В ответ в Китае развернулась мощная всенародная борьба, под влиянием которой китайская делегация отказалась подписывать в Париже мирный договор. Урегулирование вопроса взяли на себя США. В ходе Вашингтонской конференции Япония была вынуждена 4 февраля 1922 года подписать соглашение о возвращении Китаю всех оккупированных ею территорий.